# Eclipse (koń)

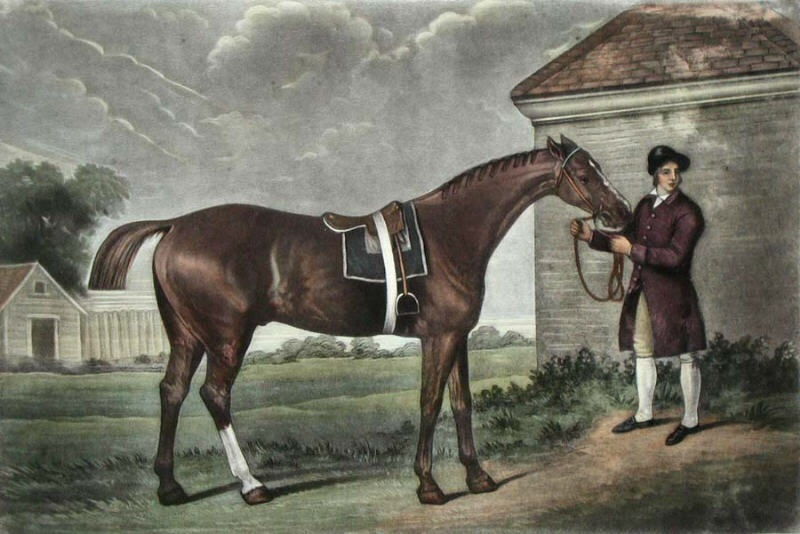
Eclipse

Eclipse (ur. 1 kwietnia 1764 r. - zm. 26 lutego 1789 r.) - Był niepokonanym brytyjskim ogierem wyścigowym pełnej krwi angielskiej, żyjącym w XVIII wieku. Wygrał 18 wyścigów, włącznie z 11 wyścigami King's Plate. Był uważany za najlepszego konia wyścigowego tamtych czasów, a wyrażenie "Eclipse first, the rest nowhere" weszło do angielskiego języka potocznego, które oznacza dominację.
Po zakończeniu swojej kariery wyścigowej, Eclipse został doskonałym koniem rozpłodowym, a jego potomstwo obejmowało m.in. trzech zwycięzców Epsom Derby: Saltram, Serjeant, Young Eclipse. W 1970 r. Royal Veterinary College ustaliło, że Eclipse znajduje się w rodowodzie prawie 80% wszystkich koni wyścigowych czystej krwi.
Eclipse urodził się w dniu, w którym miało miejsce zaćmienie Słońca, stąd też pochodzi jego imię (Eclipse z ang. zaćmienie). Miejsce jego narodzin to Keats Gore, niedaleko East Ilsey w Berkshire, choć wielu błędnie uważa, że było to w stadninie Cranbourne Lodge u jego hodowcy, czyli księcia Williama Augusta, błąd ten wynika z prestiżowej opinii na temat Cranbourne Lodge.
Eclipse był maści jasnokasztanowatej z wąską strzałką biegnącą w dół od czoła do nozdrzy. Na tylnej, prawej nodze miał białe nadpięcie. Eclipse jak na swoje czasy był wielkim koniem, mierzył on 16 dłoni w kłębie (163 cm.), oraz w zadzie był o cal wyższy. Jego trudny i eksplozywny temperament prawie doprowadził do jego kastracji, jednak według opowieści, przekazano go pod opiekę jeźdźca. Ten ciężko z nim pracował całymi dniami i nocami wybierając się z nim na wyprawy kłusownicze. Ten sposób sprawił, że zamiast zmienienia jego usposobienia, uspokojono Ecplise'a na tyle, aby był w stanie brać udział w wyścigach. Był silny, zdrowy i szybki. Potwierdzono, że osiągnął prędkość 83 stóp na sekundę (ok. 91 km/h) przy maksymalnej prędkości, oraz pokonał dystans 25 stóp (7,62 m.) jednym krokiem.
5 maja 1769 roku po pierwszym wygranym wyścigu połowę konia wygrał Irlandczyk Denis O’Kelly, który wykupił go w dwóch etapach (50% w 1769 r. za 640 gwinei, kolejne 50% w 1770 r. za 1100 gwinei). Jak się okazało, był to dobry interes. Od 3 maja 1769 roku Eclipse wygrał wszystkie swoje wyścigi, których było 18. Po takiej serii wygranych, które często kończyły się kilkusetmetrową przewagą na mecie nad przeciwnikami, konkurenci nie chcieli wystawiać swoich koni do walki z Eclipse. W ten sposób dość szybko skończyła się jego kariera, i od tej chwili służył on jedynie jako reproduktor. Jednak i na tym zarobił jego właściciel 25 000 funtów.
Eclipse zmarł na schorzenia morzyskowe 26 lutego 1789 roku w wieku 24 lat. Jego szkielet znajduje się w szkole weterynaryjnej Royal Veterinary College, w Hertfordshire, jednak nie ma pewności co do tego, czy wszystkie kości szkieletu należą do Eclipse'a. Jego kopyta zostały przerobione na kałamarze, jednak fakt, że ów kałamarzy powstało pięć, podważa autentyczność niektórych egzemplarzy.
Sekcja zwłok Eclipse'a przeprowadzona przez francuza Charlesa Vial de Sainbel wykazała, że koń posiadał nadzwyczajnie wielkie serce, ważące 14 funtów (6,4 kilogramów), czyli prawie dwa razy ponad normę. Te odkrycie zapoczątkowało prace nad teorią czynnika X (X factor). Jego prawdopodobny potomek - Secretariat, również miał nadnaturalnie wielkie serce, ważące około 10 kg.